# Liacarus subterraneus
Liacarus subterraneus är en kvalsterart som först beskrevs av Koch 1844.  Liacarus subterraneus ingår i släktet Liacarus och familjen Liacaridae. Inga underarter finns listade i Catalogue of Life.